# Ножкино (Удомельский район)
Ножкино — деревня в Удомельском районе Тверской области России. В деревне родился Герой Советского Союза Иван Клавдиевич Егоров. Население — 20 человек (2010).

## География
Расположена на реке Мста, чуть ниже по течению после поселка Мста. 

## Население
В настоящее время[когда?] имеет около 10 жилых домов.

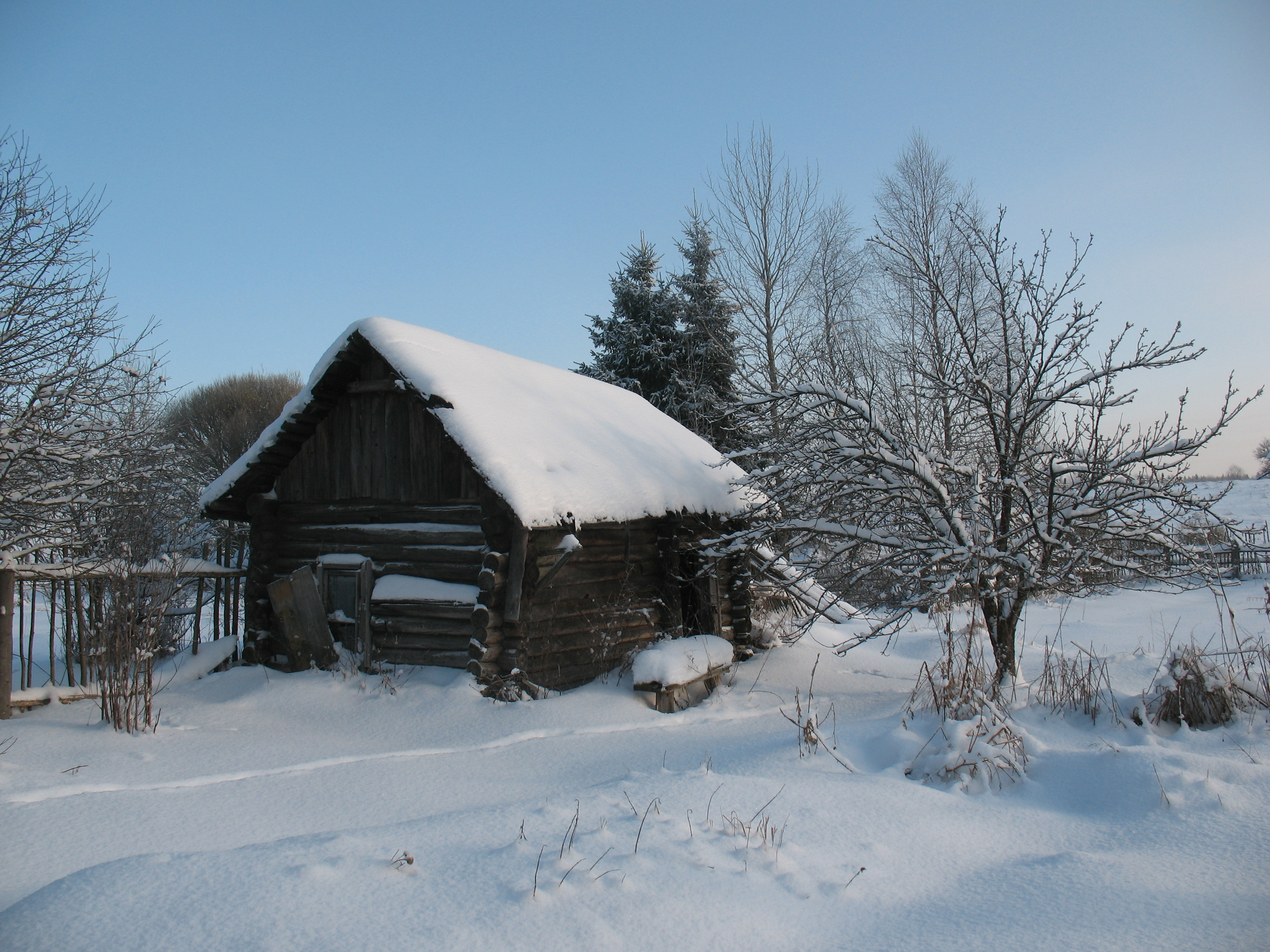
Баня

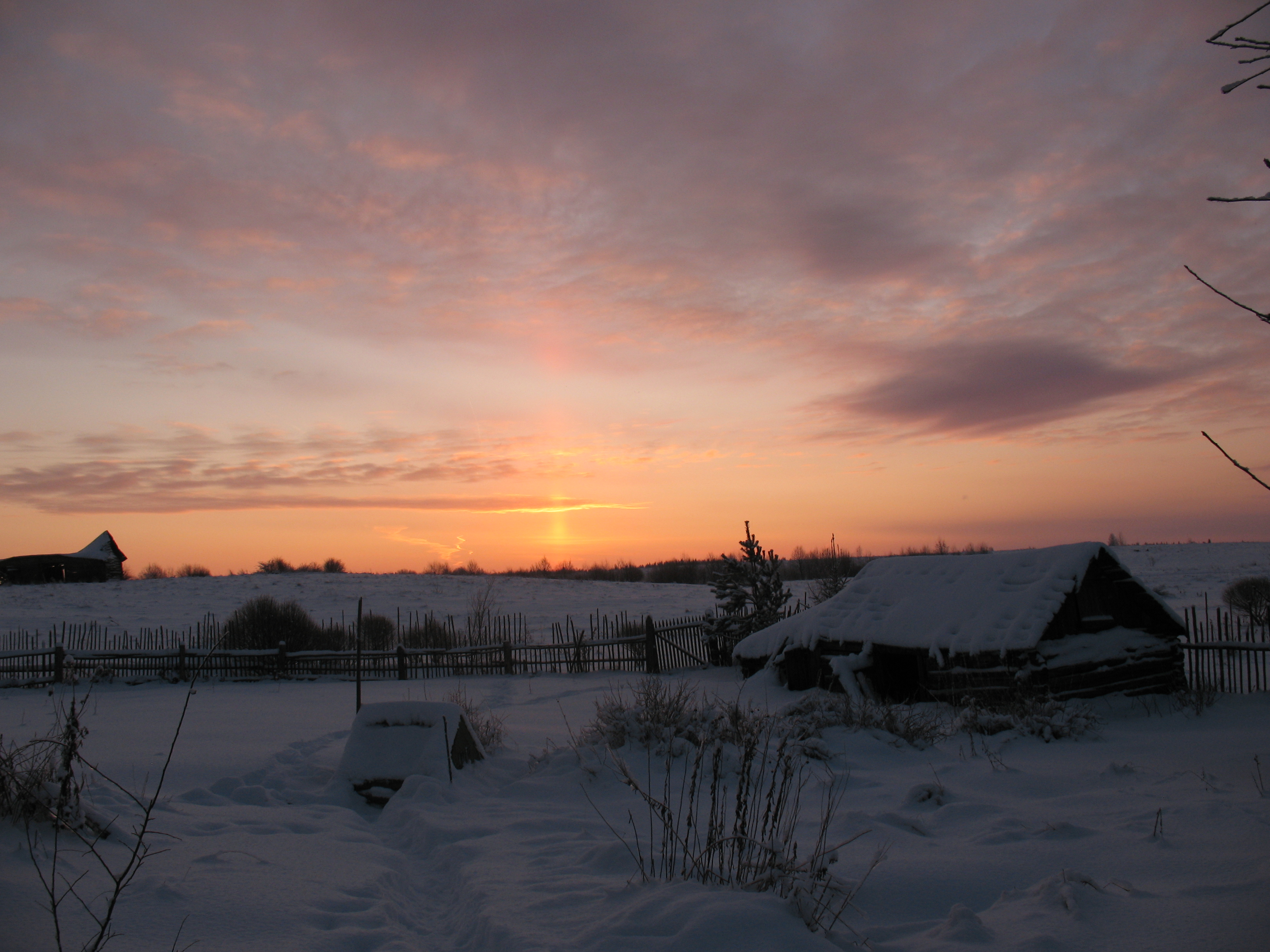
Рассвет в Ножкино